# Francisco Velásquez
Francisco "Franck" Velásquez, né le 12 février 1990 à Ahuachapán, est un footballeur salvadorien international de beach soccer.

## Biographie
Francisco Velásquez fait ses débuts avec l'équipe salvadorienne pour le Championnat CONCACAF 2009, il marque quatre buts et remporte le titre continental. Il inscrit la même année le millième but de la Coupe du monde lors de sa première participation.
Pour le Championnat CONCACAF 2010, Francisco Velásquez termine meilleur buteur avec douze buts et est élu meilleur joueur.
En janvier 2011, Francisco Velásquez s'engage avec le Once Municipal, club salvadorien d'Ahuachapán, évoluant alors en première division. Deux mois plus tard, il participe à la Coupe du monde des clubs de beach soccer 2011 avec le club américain des Seattle Sounders. Il est éliminé en quarts-de-finale.
Lors de la Coupe du monde de beach soccer 2011, Velásquez termine 3e meilleur joueur. Le Salvador fait partie des petites équipes au coup d'envoi mais finalement, les Centraméricains se hissent parmi les quatre meilleures nations. Ils le doivent grandement à leur attaquant, étonnant de vitesse et de créativité, il est un danger constant pour les défenses adverses. Meilleur buteur de son équipe à Ravenne, Velasquez est également le troisième meilleur réalisateur du tournoi avec neuf unités à son compteur. Il reçoit aussi le titre de plus beau but du tournoi après une action pleine d'énergie contre l'Italie, un de ces quatre buts, synonyme de qualification pour les demi-finales.  
En novembre, Velásquez participe à un tournoi avec l'équipe de Florida Beach Soccer FC. Le mois suivant, il se blesse gravement au genou lors d'un match amical et se voit éloigner des terrains pour plusieurs mois.

## Palmarès

### En sélection
- Coupe du monde
  - 4e place en 2011

- Championnat CONCACAF (1)
  - Vainqueur en 2009
  - Finaliste en 2011 et 2013

### Individuel
- Coupe du monde
  - 3e meilleur joueur et 3e meilleur buteur en 2011[8],[9]
  - But du tournoi en 2011

- Championnat CONCACAF
  - Meilleur buteur et meilleur joueur en 2010